# 薩門 (伊利諾伊州)
薩門（英語：Summum）是位於美國伊利諾伊州富爾頓縣的一個非建制地區。該地的面積和人口皆未知。

## 地理
薩門的座標為40°16′04″N 90°16′42″W / 40.26778°N 90.27833°W，而該地的平均海拔高度為190米（即623英尺）。